# Zdeněk Kovář
 Zdeněk Kovář (ur. 18 czerwca 1933 w Chlum u Třeboně, zm. 22 maja 2018) – czechosłowacki żużlowiec.

## Życiorys
Trzykrotny finalista indywidualnych mistrzostw Czechosłowacji (najlepszy wynik: 1964 – IX miejsce).
Reprezentant Czechosłowacji na arenie międzynarodowej. Srebrny medalista drużynowych mistrzostw świata (Wiedeń 1963). Uczestnik półfinału kontynentalnego indywidualnych mistrzostw świata (Lwów 1963 – IV miejsce; w finale kontynentalnym we Wrocławiu – pomimo awansu – nie wystąpił).